# Drimia numidica
Drimia numidica är en sparrisväxtart som först beskrevs av Claude Thomas Alexis Jordan och Jules Pierre Fourreau, och fick sitt nu gällande namn av John Charles Manning och Peter Goldblatt. Drimia numidica ingår i släktet Drimia och familjen sparrisväxter. Inga underarter finns listade i Catalogue of Life.